# Kross Studio
Kross Studio est une entreprise horlogère suisse fondée par Marco Tedeschi, spécialisée dans la création de montres et d'accessoires de luxe.
La marque est reconnue pour sa combinaison d'horlogerie haut de gamme avec des éléments de la culture populaire, notamment des collaborations avec des franchises comme Star Wars.

## Historique
Fondée par Marco Tedeschi, Kross Studio a émergé sur la scène horlogère avec l'ambition de combiner l'horlogerie de luxe avec des éléments de la culture populaire. Avant de créer Kross Studio, Tedeschi a acquis une expérience en travaillant avec Jean-Claude Biver chez Hublot et en dirigeant Romain Jerome.

## Produits
- Boba Fett Tourbillon : Une montre en titane de 45 mm de large, résistante à l'eau jusqu'à 30 mètres. Elle est propulsée par le calibre KS7000 de Kross Studio, un mouvement manuel qui fonctionne à 3Hz avec une réserve de marche de 120 heures. Seulement 10 exemplaires de cette montre ont été produits[4].
- Death Star Tourbillon : Cette montre est accompagnée d'un boîtier en forme de conteneur de cristal kyber, inspiré du film Star Wars: Rogue One[5].

## Collaborations et partenariats
Kross Studio est reconnu pour ses collaborations[réf. nécessaire] avec des franchises de la culture populaire. La marque a notamment collaboré avec Star Wars pour créer des montres et des accessoires inspirés de l'univers de la saga.